# Unione Italiana Sordomuti
L'Unione Italiana Sordomuti o Unione sordomuti italiani (USI) era la più antica associazione della comunità sorda italiana.
Il primo presidente nonché fondatore fu Ernesto Scuri, insegnante udente, e poi successivamente Enrico Vanni fino allo scioglimento dell'organizzazione nel 1933.